# Stazione di Thiene
La stazione di Thiene è una stazione ferroviaria posta sulla linea Vicenza-Schio. Serve il centro abitato di Thiene.